# Estádio Municipal Engenheiro João Guido
Estádio Municipal Engenheiro João Guido – stadion piłkarski, w Uberaba, Minas Gerais, Brazylia, na którym swoje mecze rozgrywa klub Uberaba Sport Club.
Pierwszy gol: Rivelino (Brazylia)